# The Best of Nelly Furtado
The Best of Nelly Furtado (englisch für Das Beste von Nelly Furtado) ist ein Kompilationsalbum der portugiesisch-kanadischen Pop-Sängerin Nelly Furtado. Es wurde am 12. November 2010 über das Label Geffen Records als Standard- und Deluxe-Edition veröffentlicht.

## Inhalt
Die auf dem Album enthaltenen Lieder sind zum Großteil zuvor veröffentlichte Singles aus den vier bis zu diesem Zeitpunkt erschienenen Studioalben Whoa, Nelly! (drei Lieder), Folklore (drei Songs), Loose (fünf Tracks) und Mi plan (ein Titel). Lediglich die Stücke Girlfriend in the City, Night Is Young und Stars sind Neuveröffentlichungen. Des Weiteren befinden sich die Duette Fotografía mit Juanes und Broken Strings mit James Morrison, die vorher auf deren Studioalben erschienen, auf der Kompilation. Zudem ist eine Live-Coverversion des Liedes Crazy von Gnarls Barkley auf dem Album enthalten.
Die Deluxe-Version beinhaltet zusätzlich sieben zuvor veröffentlichte Duette mit anderen Künstlern. Der Super-Deluxe-Version ist außerdem eine DVD beigelegt, die 13 Musikvideos der Sängerin enthält.

## Produktion
Die für das Album ausgewählten Lieder wurden von einer Vielzahl von Produzenten produziert. Nelly Furtado selbst produzierte zusammen mit Track & Field die Beats zu sechs Songs. An zwei bzw. vier weiteren Produktionen ist sie ebenfalls beteiligt. Timbaland und Danja schufen gemeinsam vier Instrumentals. Je zwei Beats stammen von Salaam Refi, Rick Nowels und Lester Mendez. Außerdem sind u. a. Juanes und Gustavo Santaolalla, David Foster, Tiësto sowie Kamal Gray von The Roots mit jeweils einer Produktion vertreten.

## Gastbeiträge
| Professionelle Bewertungen | Professionelle Bewertungen |
| -------------------------- | -------------------------- |
| Kritiken                   |                            |
| Quelle                     | Bewertung                  |
| laut.de                    | [ 1 ]                      |
| allmusic                   | [ 2 ]                      |

Die Standard-Edition enthält drei Gastauftritte von anderen Künstlern. So tritt der Rapper und Produzent Timbaland beim Lied Promiscuous in Erscheinung, während der kolumbianische Sänger Juanes auf dem Song Fotografía zu hören ist. Außerdem ist der britische Sänger James Morrison beim Duett Broken Strings vertreten.
Die Deluxe-Version enthält sieben weitere Duette mit internationalen Musikern. Diese sind der kanadische Sänger Michael Bublé (Quando, Quando, Quando), erneut Juanes (Te Busque), der brasilianische Liedermacher Caetano Veloso (Island of Wonder), die indische Sängerin Asha Bhosle (I’m Like a Bird (Remix)), der niederländische DJ Tiësto (Who Wants to Be Alone), die US-amerikanische Rapgruppe The Roots (Sacrifice) und der neuseeländische Sänger Keith Urban (In God’s Hands).

## Covergestaltung
Das Albumcover zeigt im linken Teil eine Hälfte von Nelly Furtados Gesicht und Oberkörper. Im rechten Bildteil steht der pinke Schriftzug The Best of Nelly Furtado. Der Hintergrund ist in rosa gehalten.

## Titelliste
| #  | Titel                                 | Gastbeiträge   | Produzent                              | Länge | Album                        |
| -- | ------------------------------------- | -------------- | -------------------------------------- | ----- | ---------------------------- |
| 1  | I’m Like a Bird                       |                | Track & Field und Nelly Furtado        | 4:03  | Whoa, Nelly!                 |
| 2  | Turn Off the Light                    |                | Track & Field und Nelly Furtado        | 4:35  | Whoa, Nelly!                 |
| 3  | Shit on the Radio (Remember the Days) |                | Track & Field und Nelly Furtado        | 3:55  | Whoa, Nelly!                 |
| 4  | Fotografía                            | Juanes         | Juanes und Gustavo Santaolalla         | 3:59  | Un Día Normal                |
| 5  | Powerless (Say What You Want)         |                | Track & Field und Nelly Furtado        | 3:52  | Folklore                     |
| 6  | Try                                   |                | Track & Field und Nelly Furtado        | 4:37  | Folklore                     |
| 7  | Força                                 |                | Track & Field und Nelly Furtado        | 3:40  | Folklore                     |
| 8  | Promiscuous                           | Timbaland      | Timbaland und Danja                    | 4:02  | Loose                        |
| 9  | Maneater                              |                | Timbaland und Danja                    | 4:18  | Loose                        |
| 10 | Say It Right                          |                | Timbaland und Danja                    | 3:42  | Loose                        |
| 11 | All Good Things (Come to an End)      |                | Timbaland und Danja                    | 5:09  | Loose                        |
| 12 | In God’s Hands                        |                | Rick Nowels und Nelly Furtado          | 4:11  | Loose                        |
| 13 | Broken Strings                        | James Morrison | Mark Taylor                            | 4:10  | Songs for You, Truths for Me |
| 14 | Girlfriend in the City                |                | Salaam Remi                            | 4:40  | zuvor unveröffentlicht       |
| 15 | Night Is Young                        |                | Salaam Remi und StayBent Krunk-a-Delic | 3:31  | zuvor unveröffentlicht       |
| 16 | Stars                                 |                | Lester Mendez                          | 4:28  | zuvor unveröffentlicht       |
| 17 | Manos al Aire                         |                | James Bryan und Nelly Furtado          | 3:27  | Mi plan                      |
| 18 | Crazy (Radio 1 Live Lounge Session)   |                |                                        | 3:23  |                              |

Bonussongs der Deluxe-Edition:
| # | Titel                   | Gastbeiträge   | Produzent                        | Länge | Album        |
| - | ----------------------- | -------------- | -------------------------------- | ----- | ------------ |
| 1 | Quando, Quando, Quando  | Michael Bublé  | David Foster und Humberto Gatica | 4:46  | It’s Time    |
| 2 | Te Busque               | Juanes         | Lester Mendez                    | 3:39  | Loose        |
| 3 | Island of Wonder        | Caetano Veloso | Lil’ Jaz und Nelly Furtado       | 3:50  | Folklore     |
| 4 | I’m Like a Bird (Remix) | Asha Bhosle    | Hans Ebert                       | 5:27  |              |
| 5 | Who Wants to Be Alone   | Tiësto         | Tiësto                           | 4:38  | Kaleidoscope |
| 6 | Sacrifice               | The Roots      | Kamal Gray                       | 4:47  | Phrenology   |
| 7 | In God’s Hands          | Keith Urban    | Rick Nowels und Nelly Furtado    | 4:37  |              |

Bonus-DVD der Super-Deluxe-Edition:
| #  | Titel                            |
| -- | -------------------------------- |
| 1  | I’m Like a Bird                  |
| 2  | Turn Off the Light               |
| 3  | Powerless (Say What You Want)    |
| 4  | Try                              |
| 5  | Força                            |
| 6  | Explode                          |
| 7  | Maneater                         |
| 8  | Promiscuous                      |
| 9  | Say It Right                     |
| 10 | All Good Things (Come to an End) |
| 11 | In God’s Hands                   |
| 12 | No Hay Igual                     |
| 13 | Wait for You                     |

## Chartplatzierungen und Singles
Das Best-of-Album stieg in den deutschen Charts bis auf Platz 20 und konnte sich neun Wochen in den Top 100 halten.
Als Single wurde das Lied Night Is Young ausgekoppelt. Der Song erreichte in Österreich Position 69 und hielt sich zwei Wochen in den Charts.

## Auszeichnungen für Musikverkäufe
Im Jahr 2023 erhielt das Album in Deutschland für mehr als 100.000 verkaufte Einheiten eine Goldene Schallplatte.
| Land/Region                  | Auszeichnungen für Musikverkäufe (Land/Region, Auszeichnung, Verkäufe) | Verkäufe |
| ---------------------------- | ---------------------------------------------------------------------- | -------- |
| Deutschland (BVMI)           | Gold                                                                   | 100.000  |
| Polen (ZPAV)                 | Gold                                                                   | 10.000   |
| Vereinigtes Königreich (BPI) | Gold                                                                   | 100.000  |
| Insgesamt                    | 3× Gold ·                                                              | 210.000  |

Hauptartikel: Nelly Furtado/Auszeichnungen für Musikverkäufe